# Józef Glemp

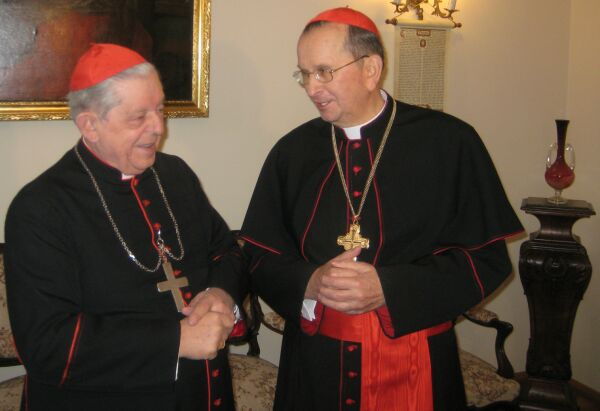
Józef Glemp razem z abp. Henrykiem Muszyńskim (2009)

Józef Glemp (ur. 18 grudnia 1929 w Inowrocławiu, zm. 23 stycznia 2013 w Warszawie) – polski duchowny rzymskokatolicki, doktor obojga praw, biskup diecezjalny warmiński w latach 1979–1981, arcybiskup metropolita gnieźnieński w latach 1981–1992, arcybiskup metropolita warszawski w latach 1981–2006, prymas Polski w latach 1981–2009, przewodniczący Konferencji Episkopatu Polski w latach 1981–2004, kardynał prezbiter od 1983, od 2006 arcybiskup senior archidiecezji warszawskiej. Kawaler Orderu Orła Białego.

## Życiorys

### Młodość i wykształcenie
Urodził się 18 grudnia 1929 w Inowrocławiu. Podczas okupacji niemieckiej pracował jako robotnik przymusowy w niemieckim gospodarstwie rolnym. Od marca 1945 do 1950 był uczniem Państwowego Gimnazjum i Liceum im. Jana Kasprowicza w Inowrocławiu.
W latach 1950–1952 odbył studia filozoficzne w Prymasowskim Wyższym Seminarium Duchownym w Gnieźnie, a następnie w latach 1952–1956 studia teologiczne w Arcybiskupim Seminarium Duchownym w Poznaniu. Święceń prezbiteratu udzielił mu 25 maja 1956 w bazylice prymasowskiej w Gnieźnie biskup pomocniczy poznański Franciszek Jedwabski, który sprawował ten obrzęd w zastępstwie internowanego prymasa Stefana Wyszyńskiego.
W latach 1958–1964 przebywał w Rzymie, gdzie na Papieskim Uniwersytecie Laterańskim studiował prawo kanoniczne i świeckie. Studia te ukończył uzyskaniem stopnia doktora obojga praw, który nostryfikował w Polsce w 1975 na Wydziale Prawa Kanonicznego Akademii Teologii Katolickiej w Warszawie. W latach 1961–1964 kształcił się w Studium Rotalnym, po czym uzyskał tytuł adwokata Roty Rzymskiej. Ukończył ponadto w 1962 Studium Administracji Kościelnej przy Kongregacji Soboru, a w 1963 kurs specjalistyczny (m.in. stylistyki łacińskiej) na Papieskim Uniwersytecie Gregoriańskim.

### Prezbiter
Po przyjęciu święceń kapłańskich nie uzyskał zgody władz świeckich na podjęcie pracy w parafii wyznaczonej mu przez władze kościelne. Do grudnia 1956 pomagał więc w obowiązkach duszpasterskich w rodzinnej parafii św. Jakuba w Mogilnie, po czym został kapelanem sióstr dominikanek w Mielżynie, a później kapelanem Sióstr Sacré Coeur w Polskiej Wsi koło Poznania. Następnie pracował jako wikariusz w parafii Wniebowzięcia Najświętszej Maryi Panny w Wągrowcu, po czym został skierowany do duszpasterstwa w Miasteczku Krajeńskim.
Po powrocie do archidiecezji gnieźnieńskiej ze studiów w Rzymie objął funkcje notariusza w kurii metropolitalnej i trybunale metropolitalnym oraz sekretarza seminarium duchownego, później także został obrońcą węzła małżeńskiego. Był wykładowcą w studium soborowym oraz egzaminatorem prosynodalnym.
Od grudnia 1967 pracował w Sekretariacie Prymasa Polski w Warszawie. Był referentem do spraw prawnych, a także kapelanem i sekretarzem prymasa Stefana Wyszyńskiego. W 1975 został sekretarzem Komisji Episkopatu Polski ds. instytucji polskich w Rzymie i członkiem Komisji Episkopatu ds. rewizji prawa kanonicznego.
Pełnił posługę duszpasterską w kościele św. Marcina i w ośrodku duszpasterstwa akademickiego przy kościele św. Anny w Warszawie. Był ponadto duszpasterzem warszawskich prawników.
W latach 1972–1979 prowadził na Wydziale Prawa Kanonicznego Akademii Teologii Katolickiej w Warszawie zajęcia z prawa rzymskiego i prawa małżeńskiego. Jako delegat prymasa Wyszyńskiego, sprawującego urząd wielkiego kanclerza Akademii Teologii Katolickiej, uczestniczył w przewodach doktorskich i habilitacyjnych na tej uczelni. W 1974 opracował podręcznik akademicki Lexiculum prawa rzymskiego.
W 1972 otrzymał godność kapelana honorowego Jego Świątobliwości, a w 1976 kanonika gremialnego Kapituły Prymasowskiej w Gnieźnie.
Od lat 60. Służba Bezpieczeństwa podsłuchiwała go, inwigilowała bezpośrednio, wzywała na rozmowy, a nawet podjęła próbę skompromitowania go na tle obyczajowym. Glemp nie uległ zastraszeniu i nieustępliwie odmawiał współpracy z SB. Z tego powodu władze państwowe nie wyraziły zgody na jego nominację na urząd arcybiskupa wrocławskiego, a następnie arcybiskupa poznańskiego.

### Biskup diecezjalny warmiński
4 marca 1979 został prekonizowany biskupem diecezjalnym diecezji warmińskiej. Święcenia biskupie otrzymał 21 kwietnia 1979 w archikatedrze gnieźnieńskiej. Głównym konsekratorem był kardynał Stefan Wyszyński, prymas Polski, zaś współkonsekratorami Franciszek Macharski, arcybiskup metropolita krakowski, i Jan Obłąk, biskup pomocniczy warmiński. Ingres do konkatedry św. Jakuba w Olsztynie odbył 29 kwietnia 1979. Jako zawołanie biskupie przyjął słowa „Caritati in iustitia” (Przez sprawiedliwość do miłości).
Sprawując urząd biskupa warmińskiego, erygował 21 nowych parafii oraz założył Instytut Kultury Chrześcijańskiej w Olsztynie. Zapoczątkował wstępne prace synodu diecezjalnego. Organizował także comiesięczne spotkania z przedstawicielami różnych grup zawodowych.
W ramach prac Episkopatu Polski był przewodniczącym Komisji Iustitia et Pax oraz członkiem komisji: ds. duszpasterstwa ludzi pracy, ds. rewizji prawa kanonicznego i ds. instytucji polskich w Rzymie. Pełnił funkcję współprzewodniczącego zespołu legislacyjnego Komisji Wspólnej Przedstawicieli Rządu i Episkopatu, a także członka stałej grupy roboczej episkopatów Polski i Francji.

### Arcybiskup metropolita gnieźnieński i warszawski

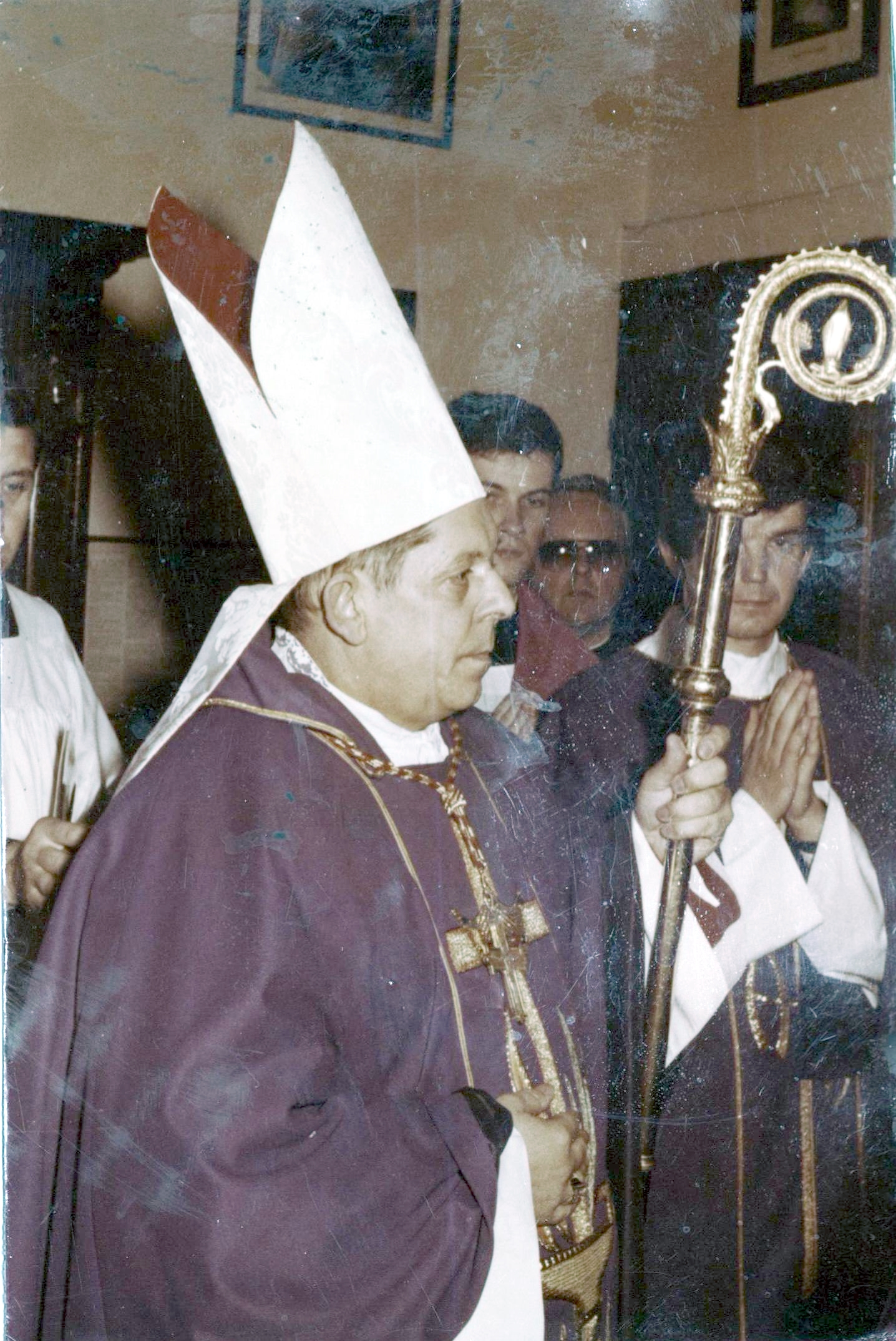
Józef Glemp podczas pogrzebu księdza Jerzego Popiełuszki (1984)

7 lipca 1981 papież Jan Paweł II prekonizował go arcybiskupem metropolitą warszawskim, a także arcybiskupem metropolitą gnieźnieńskim, co wiązało się z przyznaniem godności prymasa Polski. Urzędy biskupie w obydwu archidiecezjach objął kanonicznie 9 lipca 1981. 13 września 1981 odbył ingres do archikatedry gnieźnieńskiej, natomiast 24 września 1981 do archikatedry warszawskiej. Jako prymas Polski objął funkcje opiekuna duszpasterstwa Polonii oraz ordynariusza Kościołów obrządku greckokatolickiego i ormiańskiego na terenie Polski.
Ordynariuszem wiernych obrządku greckokatolickiego był do 1991, gdy powtórnie została ustanowiona greckokatolicka eparchia przemyska. Urząd arcybiskupa metropolity gnieźnieńskiego sprawował do 25 marca 1992, kiedy to w wyniku reorganizacji struktur Kościoła katolickiego w Polsce została rozwiązana unia personalna między archidiecezją gnieźnieńską i warszawską. Zachował jednak godność prymasa Polski jako kustosz relikwii św. Wojciecha. Nadal też pełnił funkcję ordynariusza wiernych obrządku wschodniego w Polsce, pozbawionych ordynariusza własnego obrządku.
Po powstaniu NSZZ „Solidarność” prowadził politykę powściągliwego poparcia dla tej organizacji, dystansując się od podziemia i napięć związanych z jego działalnością. Poparł zakończoną niepowodzeniem próbę nakłonienia uwięzionych przywódców NSZZ „Solidarność” do emigracji. W okresie ostrych konfliktów społecznych podejmował się mediacji, uczestnicząc m.in. 4 listopada 1981 w spotkaniu generała Wojciecha Jaruzelskiego z Lechem Wałęsą. 13 grudnia 1981, w dniu wprowadzenia stanu wojennego, chcąc zapobiec otwartym walkom, w kazaniu wygłoszonym w kościele Matki Bożej Łaskawej w Warszawie apelował o zachowanie spokoju. Po interwencji kierownika Urzędu do Spraw Wyznań Jerzego Kuberskiego, mającej miejsce w nocy z 16 na 17 grudnia 1981, nakazał wstrzymać publikację opracowanego przez hierarchów Kościoła katolickiego komunikatu krytycznego wobec wprowadzenia stanu wojennego. 17 grudnia 1981 powołał Prymasowski Komitet Pomocy Osobom Pozbawionym Wolności i ich Rodzinom. W końcu lat 80. poparł ideę Okrągłego Stołu, mianując na przedstawicieli Kościoła przy nim Bronisława Dembowskiego i Alojzego Orszulika. Dzięki m.in. jego staraniom 17 maja 1989 została przyjęta ustawa o stosunkach między państwem a Kościołem, porządkująca obustronne relacje, a także umożliwiająca Kościołowi w Polsce pełną swobodę działania. Gdy kilka miesięcy później Polska i Stolica Apostolska ustanowiły pełne stosunki dyplomatyczne, dokonując wymiany przedstawicieli w osobach ambasadora i nuncjusza, utracił wszelkie uprawnienia należne oficjalnemu przedstawicielowi papieża w kraju. Przyczynił się do podpisania i ratyfikacji konkordatu. Wspierał przystąpienie Polski do Unii Europejskiej.
20 maja 2000, w roku Wielkiego Jubileuszu, w imieniu Kościoła w Polsce dokonał publicznego rachunku sumienia, przepraszając m.in. za kolaborację niektórych księży w okresie PRL, życie duchownych ponad stan i uleganie nałogom oraz tolerowanie przejawów antysemityzmu. Osobiście wyraził skruchę, że mimo podejmowanych wysiłków nie zdołał ocalić życia księdza Jerzego Popiełuszki.

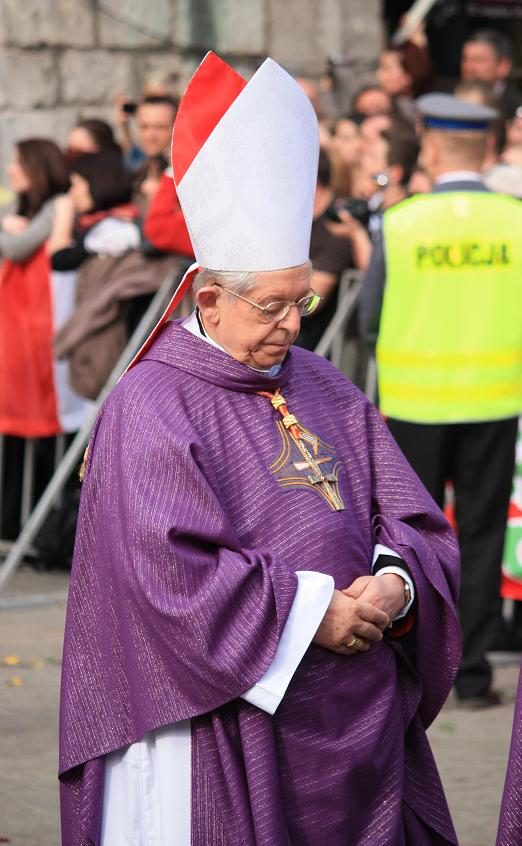
Józef Glemp podczas pogrzebu Lecha i Marii Kaczyńskich (2010)

Jako arcybiskup warszawski erygował 119 parafii i konsekrował 61 nowo wybudowanych kościołów. Uczestniczył w 19 procesach beatyfikacyjnych i kanonizacyjnych. W grudniu 1989 reaktywował Caritas archidiecezjalną. Przyczynił się do utworzenia Papieskiego Wydziału Teologicznego w Warszawie i przekształcenia Akademii Teologii Katolickiej w Uniwersytet Kardynała Stefana Wyszyńskiego. Z racji sprawowania urzędu arcybiskupa metropolity warszawskiego był wielkim kanclerzem tych uczelni. Za jego pontyfikatu powstały w archidiecezji nowe ruchy katolickie. W 1990 erygował Archidiecezjalne Seminarium Misyjne Redemptoris Mater, prowadzone przez Drogę Neokatechumenalną. Zainicjował powrót do idei budowy Świątyni Opatrzności Bożej w Warszawie, mającej stanowić wotum narodu polskiego za uchwalenie Konstytucji 3 maja, odzyskanie wolności w 1918 i jej wywalczenie w 1989, a także za pontyfikat Jana Pawła II.
W latach 1981–2004 pełnił funkcje przewodniczącego Konferencji Episkopatu Polski i przewodniczącego jej Rady Głównej (następnie Rady Stałej). Przewodniczył II Synodowi Plenarnemu w Polsce, który miał miejsce w latach 1991–1999. Z urzędu przewodniczącego Konferencji Episkopatu Polski zasiadał w Radzie Konferencji Episkopatów Europy (CCEE). Był również honorowym przewodniczącym międzynarodowych spotkań Uomini e Religioni (Ludzie i Religie), organizowanych przez rzymską Wspólnotę św. Idziego.
5 stycznia 1983 Jan Paweł II mianował go kardynałem prezbiterem. Jego kreacja kardynalska odbyła się na konsystorzu 2 lutego 1983. Jako kościół tytularny została mu przyznana bazylika Najświętszej Marii Panny na Zatybrzu. W 1983 został członkiem Kongregacji ds. Kościołów Wschodnich, w 1993 Papieskiej Rady ds. Kultury, zaś w latach 1993–1998 zasiadał w Papieskiej Radzie Iustitia et Pax. W 2002 został członkiem Najwyższego Trybunału Sygnatury Apostolskiej. Był także honorowym członkiem Papieskiej Międzynarodowej Akademii Maryjnej.
Konsekrował 39 polskich biskupów oraz asystował w konsekracji jednego biskupa. W kwietniu 2005 brał udział w konklawe, na którym wybrano kardynała Josepha Ratzingera, który przyjął imię Benedykta XVI. Był jednym z trzech skrutatorów, którzy podpisali dokumenty stwierdzające zakończenie tego konklawe.

### Arcybiskup senior

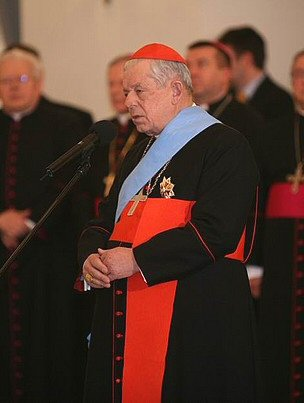
Józef Glemp udekorowany Orderem Orła Białego (2009)

6 grudnia 2006 papież Benedykt XVI przyjął jego rezygnację z urzędu arcybiskupa metropolity warszawskiego, pozostawiając mu tytuł prymasa Polski. Do czasu objęcia urzędu przez jego następcę Stanisława Wielgusa papież zlecił mu pełnienie obowiązków administratora archidiecezji, natomiast po złożeniu rezygnacji przez Wielgusa pełnił od 7 stycznia do 1 kwietnia 2007 funkcję administratora apostolskiego. Godność prymasowską zachował do 18 grudnia 2009, kiedy to ukończył 80. rok życia. Wówczas tytuł prymasa został przywrócony metropolitom gnieźnieńskim.
9 czerwca 2007 Benedykt XVI przyjął jego rezygnację z funkcji ordynariusza wiernych obrządku wschodniego w Polsce, pozbawionych ordynariusza własnego obrządku.
W 2009 wystąpił w filmie Popiełuszko. Wolność jest w nas, w którym zagrał samego siebie.

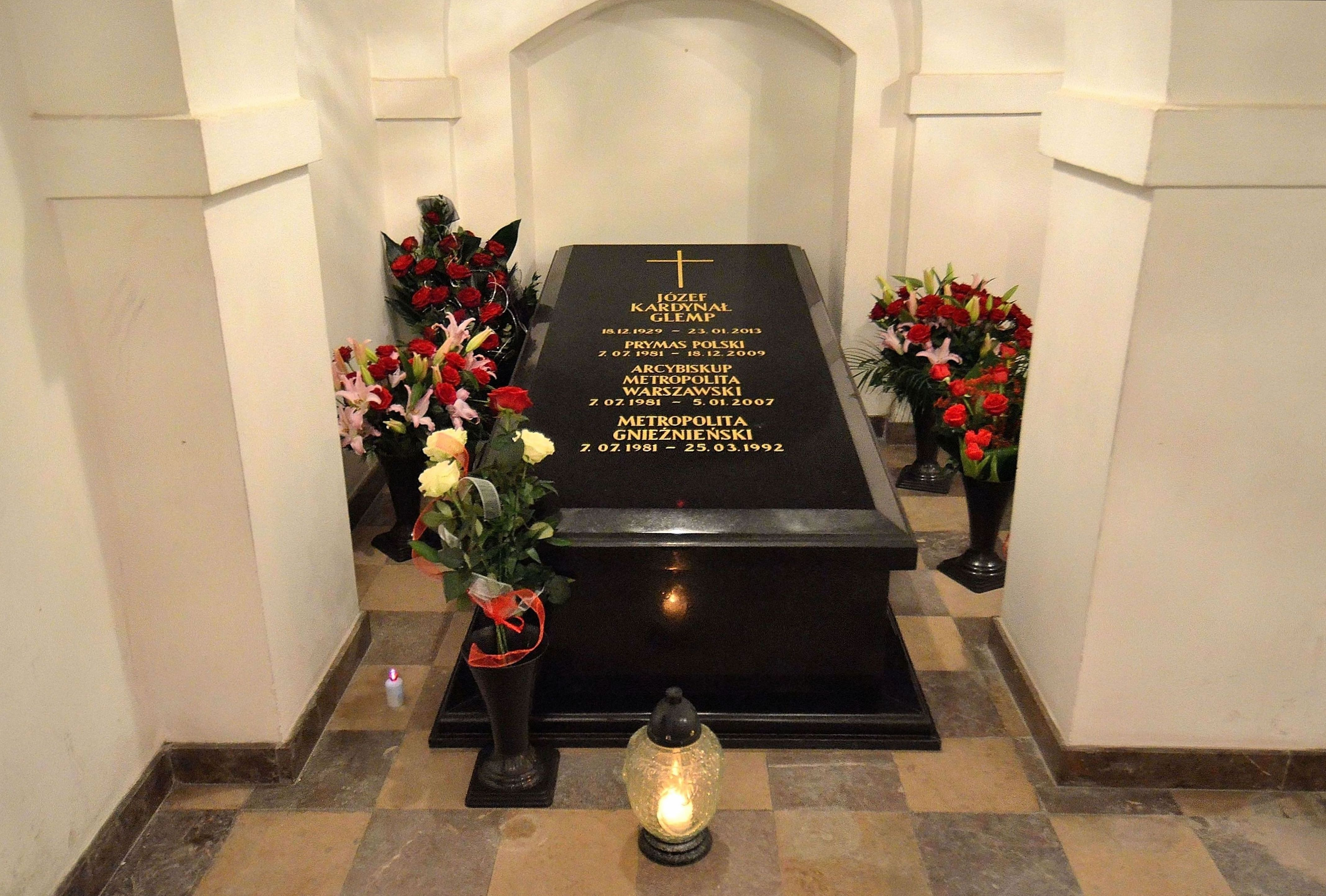
Grób Józefa Glempa w krypcie arcybiskupów warszawskich w archikatedrze św. Jana w Warszawie

W styczniu 2012 zdiagnozowano u niego złośliwy nowotwór na dolnym płacie prawego płuca. W lutym tego samego roku duchowny został zoperowany. Zmarł 23 stycznia 2013 w Warszawie. 28 stycznia 2013 po mszy pogrzebowej w archikatedrze warszawskiej został pochowany w znajdującej się w niej krypcie arcybiskupów warszawskich.

## Odznaczenia, wyróżnienia, upamiętnienie
W 2009 prezydent Rzeczypospolitej Polski Lech Kaczyński nadał mu Order Orła Białego. Również w 2009 otrzymał Medal Senatu Rzeczypospolitej Polskiej.
Przyznano mu honorowe obywatelstwo Inowrocławia (1981), Kcyni (1989), Chojnic (1994), Darłowa (1995), Mogilna (1996), Warszawy (2000), Łowicza (2004), Piastowa (2004), Skierniewic (2007), Lidzbarka Warmińskiego, Miechowa i Żnina, również Castel Sant’Elia i Codroipo we Włoszech, a także województwa kujawsko-pomorskiego (2010).
Tytuł doktora honoris causa przyznały mu uczelnie: Akademia Teologii Katolickiej w Warszawie (1982), Villanova University w Filadelfii (1985), Katolicki Uniwersytet Lubelski (1985), University of Santo Tomas w Manili (1988), Universita degli Studi di Bari (1990), Seton Hall University w South Orange (1991), Szkoła Główna Gospodarstwa Wiejskiego w Warszawie (1992), Papieski Wydział Teologiczny w Warszawie (1995), Loyola University w Chicago (1998) oraz Uniwersytet Kardynała Stefana Wyszyńskiego w Warszawie (2001).
Został uhonorowany nagrodą pokojową przyznaną przez katolicki komitet obywatelski Centrum Kulturalne św. Krzyża miasta Tarent (1982), Pokojową Nagrodą im. Giorgia La Piry w uznaniu dla postawy w czasie stanu wojennego w Polsce (2000), statuetką Złotego Hipolita i tytułem Wybitnej Osobistości Pracy Organicznej od Towarzystwa im. Hipolita Cegielskiego (2003), Nagrodą im. ks. bp. Romana Andrzejewskiego za rok 2006, Wawrzynem Polonijnym Stowarzyszenia „Wspólnota Polska” (2009) i Orderem Ecce Homo (2010).
W 1994 otrzymał godność baliwa Wielkiego Krzyża Honoru i Dewocji Suwerennego Rycerskiego Zakonu Szpitalników Świętego Jana Jerozolimskiego, zwanego Maltańskim. W 1996 objął funkcję wielkiego przeora Zwierzchnictwa Polskiego Zakonu Rycerskiego Grobu Bożego w Jerozolimie, w zakonie otrzymał rangę kawalera Wielkiego Krzyża, a w 2010 został uhonorowany złotym krzyżem Orderu Gloria.
W 2000 wyprodukowano film biograficzny o nim pt. Pasterz w reżyserii Ewy Świecińskiej. W 2009 z okazji 80 urodzin kardynała i zakończenia jego posługi prymasowskiej zainaugurował swoją działalność Instytut Prymasa Józefa Glempa w Inowrocławiu.